# Muchomůrka Vittadiniho
Muchomůrka Vittadiniho (Amanita vittadinii) je zákonem chráněný druh houby z čeledi muchomůrkovité (Amanitaceae). V Červeném seznamu hub České republiky je druh uveden jako kriticky ohrožený. Své jméno dostala po italském mykologovi Carlu Vittadinim.

## Znaky
Klobouk je 5–15 cm široký, v mládí kulovitý se postupně rozevírá na polokulovitý, klenutý až plochý. Na okraji mohou být přítomné pozůstatky závoje. Pokožka je bílá až smetanová, hustě posetá nepravidlnými, bradavkovitými šupinami, stářím částečně až úplně lysá.
Lupeny jsou bílé, smetanové nebo se zeleným nádechem, na klobouku hustě uspořádané, u třeně volné, při poranění nabíhají do hněda. Výtrusný prach je bílý.
Třeň je 7–18 cm dlouhý, bílý až smetanový, horní, hladkou část odděluje od spodní, hustě šupinaté části bílý, výrazný prsten.
Bílá dužnina nemá výraznou chuť ani vůni, na řezu může slabě zelenat.

## Užití
O jedlosti této houby se skoro nic neví. Předpokládá se, že je nejedlá nebo jedovatá.

## Ekologie
Od ostatních zástupců rodu muchomůrka (Amanita) se liší tím, že nevytváří mykorhizní pouto se stromy. Místo toho ji můžeme od května do září na teplých, v nížinách položených, travnatých plochách, např. na okrajích listnatých lesů, v parcích či na loukách. Může tvořit čarodějné kruhy.

## Rozšíření
Výskyt tohoto druhu byl krom ČR popsán i v oblastech Francie, Španělska, USA, Mexika, Německa, Švýcarska, Nizozemí, Maďarska, Uruguaye, Spojeného království, Portugalska a Korejského poloostrova.

## Galerie

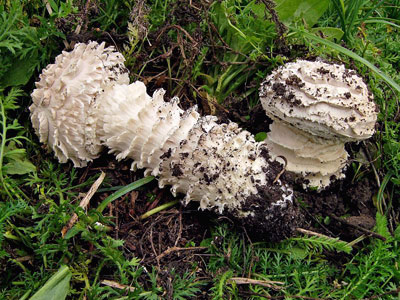
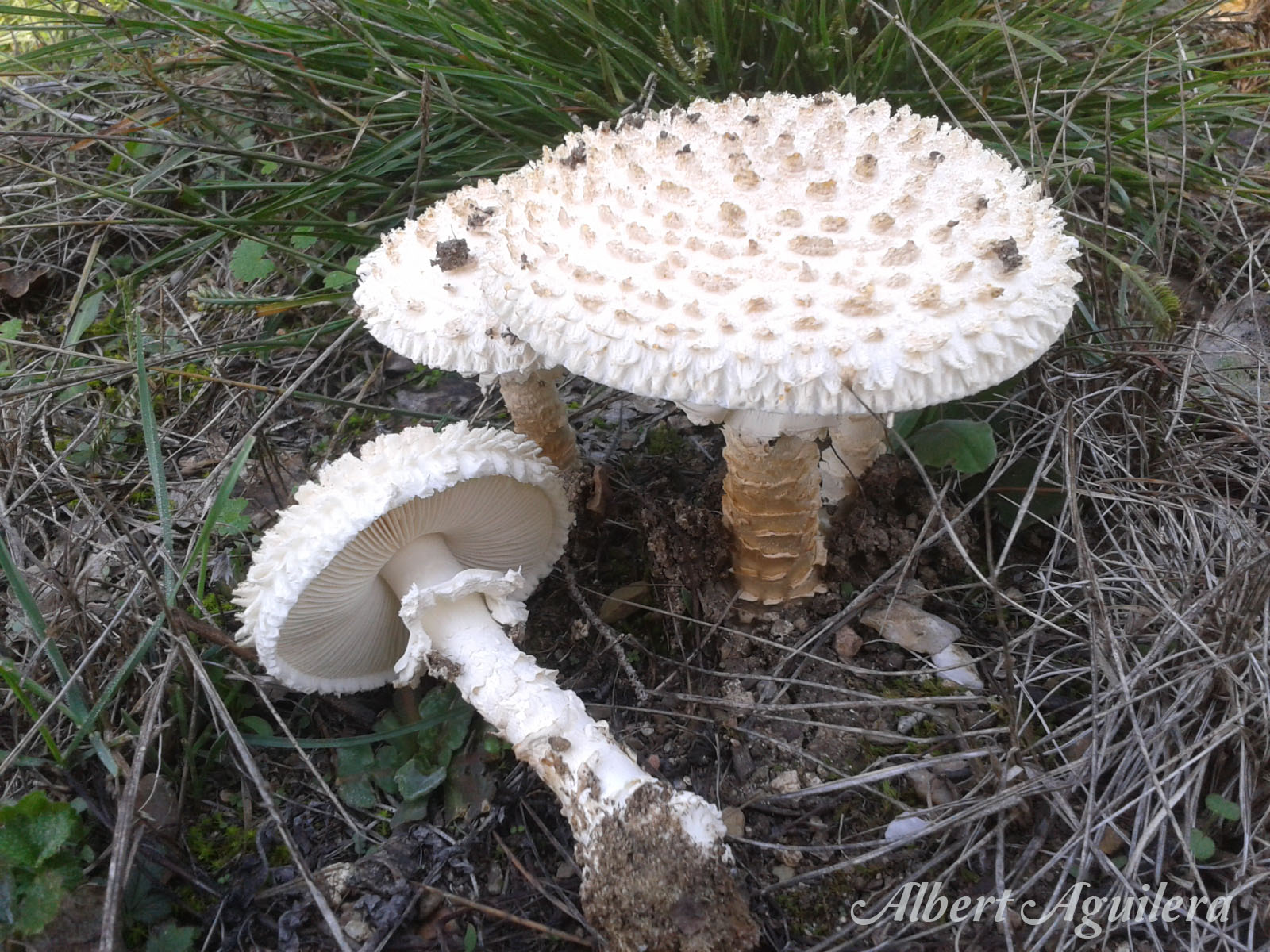
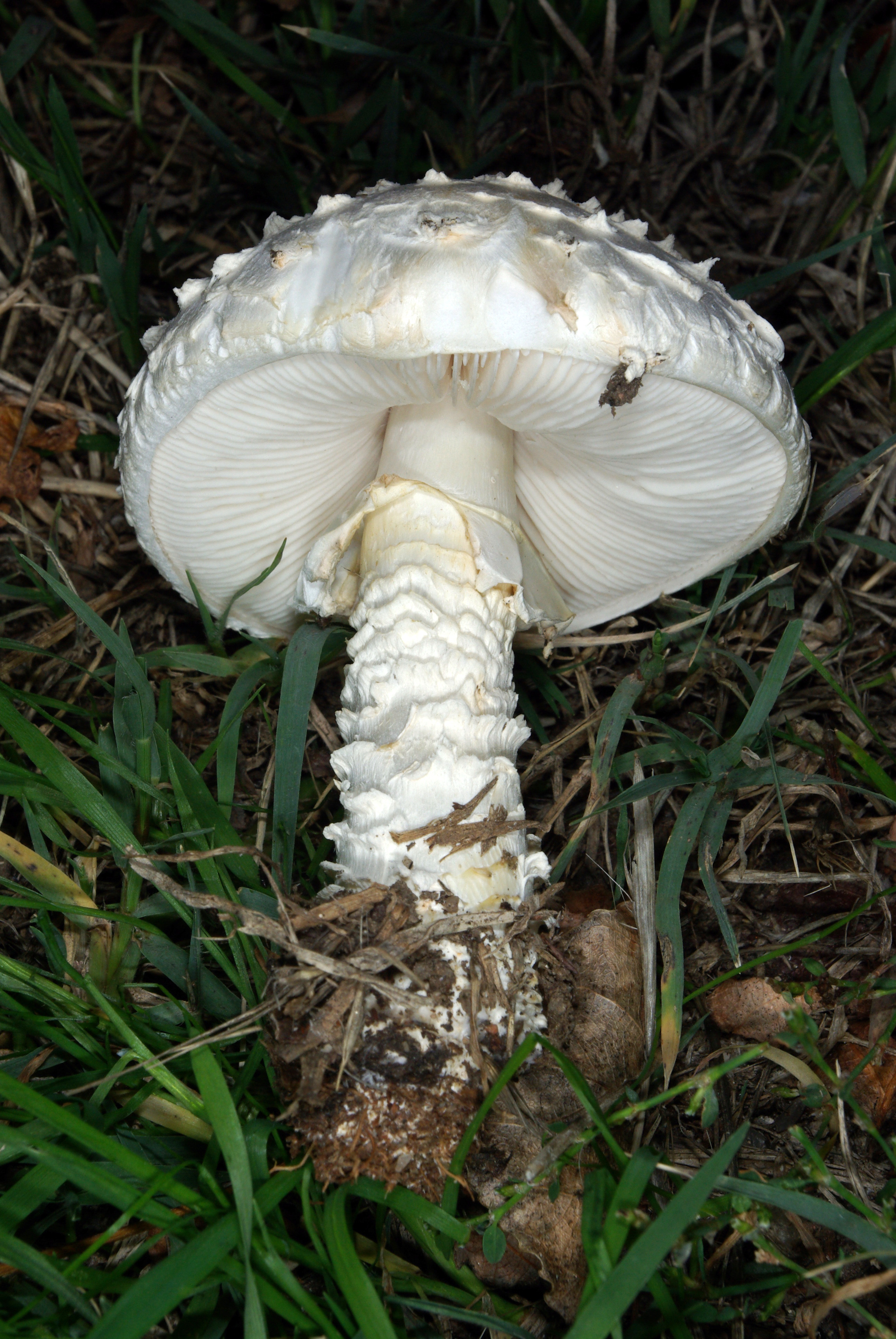
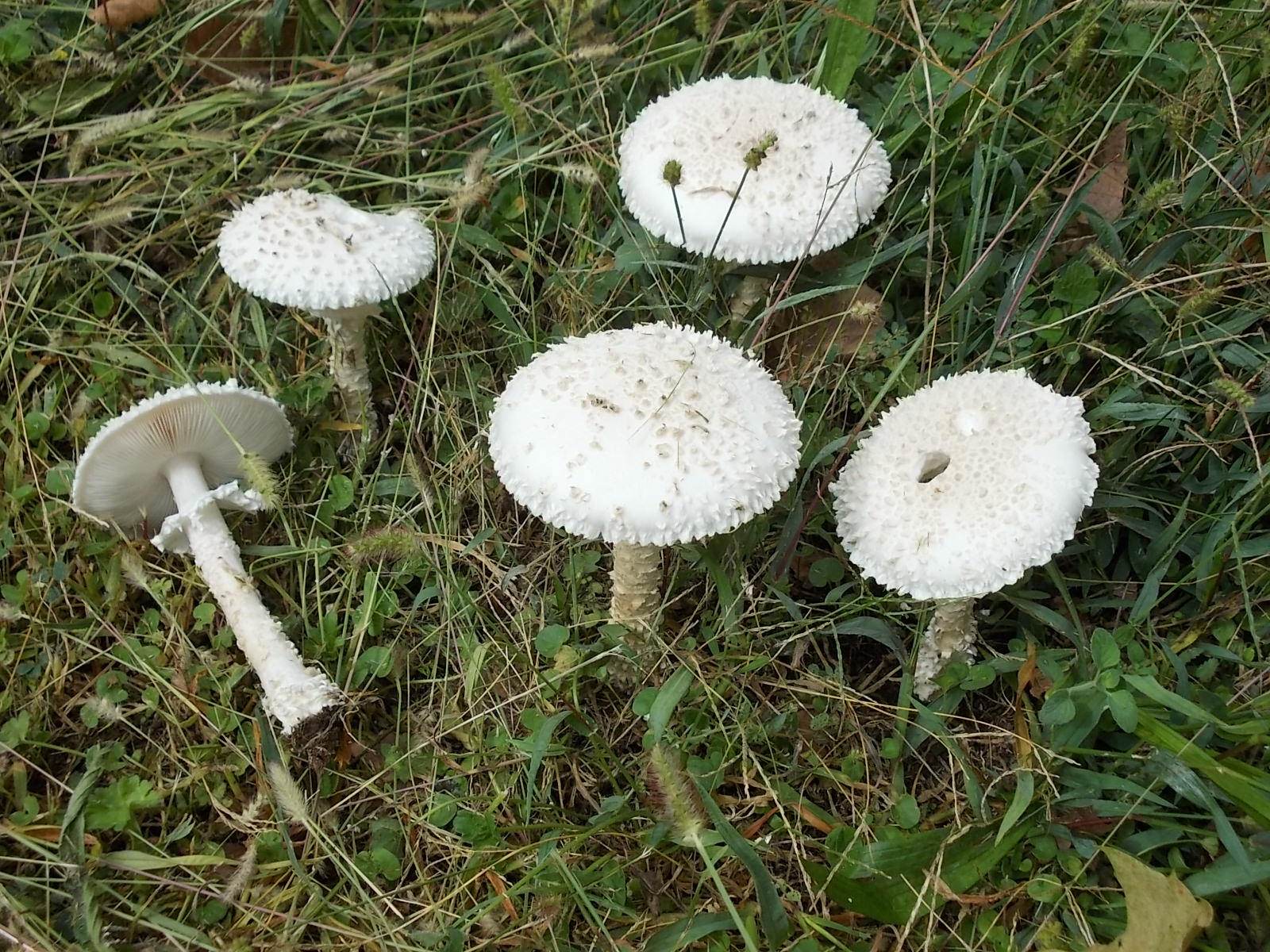
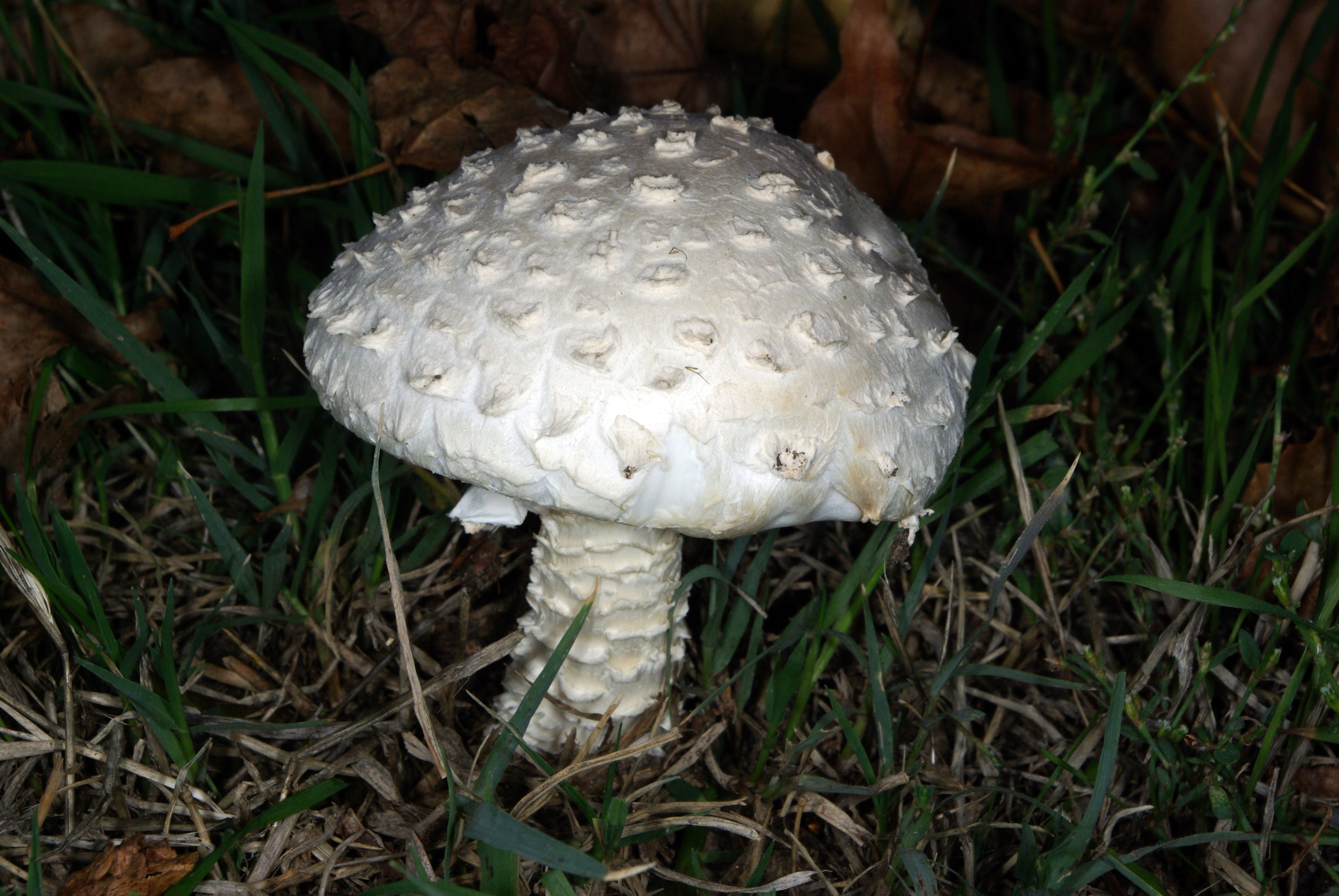

## Možnost záměny
- Muchomůrka šiškovitá (Amanita strobiliformis)
- Muchomůrka ježohlavá (Amanita solitaria)[2]